# Africké rozvojové hnutí
Africké rozvojové hnutí (francouzsky Mouvement Africain de Développement, MAD) je politická strana v Gabonu.

## Historie
Během parlamentních voleb v roce 2001 získala strana jedno křeslo v Národním shromáždění, které obsadil tehdejší předseda strany Pierre-Claver Zeng Ebome. Během parlamentních voleb v roce 2006 byla MAD stranou z bloku politických stran podporujících režim prezidenta Omara Bonga a vládnoucí Gabonské demokratické strany (PDG). Zeng Ebome ve volbách obhájil svůj mandát, ale další křesla v Národním shromáždění strana nezískala.
Dne 10. února 2008 se konal čtvrtý sjezd strany, během něhož strana potvrdila svou účast v koalici Prezidentská většina a opětovně za svého předsedu zvolila Zenga Ebomeho.
V roce 2010 se MAD spojila se dvěma dalšími stranami, Gabonskou unií pro demokracii a rozvoj (UGDD) a Národním republikánským shromážděním (RNR) a vytvořila novou politickou stranou nazvanou Národní unie.